# 目黒区立中目黒小学校
目黒区立中目黒小学校（めぐろくりつなかめぐろしょうがっこう）は、東京都目黒区中目黒にある公立小学校。駒沢通りを挟んだ向いには目黒区総合庁舎（目黒区役所）がある。最寄り駅は中目黒駅。

## 概要
校章は中央に中目黒の文字、中目黒の文字を囲むように左右に筍（タケノコ）。筍をデザインしたのは創立当初（明治34年）ごろは目黒は筍の名産地で中目黒小学校の周辺にも筍が多く栽培されていたため。校庭が50メートル×50メートル。

## 沿革
- 1901年（明治34年）
  - 2月11日 - 現在地に校舎完成。
  - 6月5日 - 目黒高等小学校として正覚寺に開校。
- 1908年（明治41年）4月 - 目黒尋常高等小学校と改称。
- 1928年（昭和3年）7月17日 - 中目黒尋常高等小学校と改称。
- 1931年（昭和6年）6月5日 - 創立30周年に校歌完成（作詞:豊田八十代、作曲:福井直秋）。
- 1932年（昭和7年）10月1日 - 合併により、東京市中目黒尋常高等小学校と改称。
- 1939年（昭和14年）2月9日 - 火災により12教室、職員室等が焼失。
- 1941年（昭和16年）4月1日 - 国民学校令により、東京市中目黒国民学校と改称。
- 1947年（昭和22年）4月1日 - 学制改革により、東京都目黒区立中目黒小学校と改称。
- 1951年（昭和26年）6月5日 - 創立50周年記念式典挙行。
- 1962年（昭和37年）9月14日 - 4階建鉄筋校舎に改築（第1期工事）。
- 1963年（昭和38年）
  - 2月18日 - 火災のため北校舎、中央校舎、講堂が焼失。
  - 4月20日 - 4階建鉄筋校舎に改築（第2期工事）。
- 1964年（昭和39年）10月7日 - 3階建鉄筋校舎に改築（第3期工事）。
- 1965年（昭和40年）4月22日 - 屋内運動場兼講堂完成
- 1971年（昭和46年）6月5日 - 創立70周年記念式典挙行。
- 1978年（昭和53年）6月23日 - プール改築完成。
- 1990年（平成2年）11月30日 - 校舎耐震補強完成。
- 1991年（平成3年）11月2日 - 創立90周年記念式典挙行。
- 1999年（平成11年）9月13日 - 体育館耐震補強工事完成。
- 2001年（平成13年）12月1日 - 創立100周年記念式典挙行。
- 2003年（平成15年）10月20日 - 歩道橋開通式。
- 2006年（平成18年）
  - 7月7日 - 創立105周年記念式典挙行。
  - 8月30日 - コンピュータ室改修。
- 2007年（平成19年）
  - 3月16日 - 防犯カメラ設置。
  - 8月31日 - 新図書室・ランチルーム開室。
- 2008年（平成20年）2月6日 - 「すずかけ学級」改修完成。
- 2011年（平成23年）11月 - 創立110周年記念式典挙行。
- 2015年（平成27年）4月 - 東京都オリンピック・パラリンピック教育推進指定校。同月、特別支援教室「すずかけ」がスタートする。
- 2016年（平成28年）11月 - 創立115周年記念式典挙行。
- 2017年（平成29年）9月 - 西側トイレ改修工事を行う。
- 2019年（令和元年）11月 - 体育館に冷暖房機を設置する
- 2020年（令和2年）
  - 3月 - 新型コロナウイルス感染症対策のため臨時休業。
  - 6月 - 通常登校再開するが、各種行事が中止となった。同月、コーディネーショントレーニング地域拠点校指定
- 2021年（令和3年）
  - 2月 - 1人1台学習用情報端末機器が導入される。
  - 3月 - 学校内学童クラブが完成する。外壁改修工事を行う。
  - 12月 - 創立120周年記念式典挙行。
- 2023年（令和5年）
  - 校庭を改修。水捌けの良い砂に変わる。

## 通学区域
- 中目黒1丁目（全域）
- 中目黒2丁目（全域）
- 中目黒3丁目（全域）
- 中目黒4丁目（1番～6番・11番～16番）
- 中目黒5丁目（1番～7番・22番・23番）
- 上目黒1丁目（2番～5番・23番～26番）
- 上目黒2丁目（1番～45番）
- 上目黒3丁目（4番・5番）

## 進学先中学校
- 目黒区立目黒中央中学校

## アクセス
- 東急電鉄東横線・東京メトロ日比谷線中目黒駅から、徒歩7分。
- 東急バス「渋71」・「恵32」、目黒区地域交通バス「さんまバス」の各系統で、「目黒区総合庁舎前」停留所下車。

## 学校周辺
- 恵泉バプテスト教会附属めぐみ幼稚園 - 敷地が隣接。かつ、進級前幼稚園のひとつ。
- 恵泉バプテスト教会
- 八幡神社
- 東京都道416号古川橋二子玉川線（駒沢通り）
- 目黒区立中目黒しぜんとなかよし公園
- 目黒区役所